# Between the Buried and Me (album)
Albums de Between the Buried and Me
Demo 2001
(2001) The Silent Circus
(2003)
Between the Buried and Me est le premier album studio du groupe de metalcore américain portant le même nom. L'album est sorti le 30 avril 2002 sous le label Lifeforce Records.
Between the Buried and Me a sorti cet album après leur démo intitulée Demo 2001. Les trois titres de cette démo, c'est-à-dire les titres What We Have Become, More of Myself To Kill et Use of a Weapon sont sur cet album.
Le titre Arsonist parle de l'église Westboro Baptist Church, dont le groupe dénonce les idées racistes, xénophobes et sectaires.

## Composition
- Tommy Rogers - Chant / Claviers
- Paul Waggoner - Guitare
- Nick Fletcher - Guitare
- Jason King - Basse
- Will Goodyear - Batterie

## Liste des morceaux
1. More of Myself to Kill – 6:50
2. Arsonist – 4:52
3. Aspirations – 5:47
4. What We Have Become – 5:09
5. Fire for a Dry Mouth – 6:07
6. Naked by the Computer – 5:36
7. Use of a Weapon – 4:53
8. Shevanel Cut a Flip – 9:27